# Dorfkirche Bülow (Schorssow)

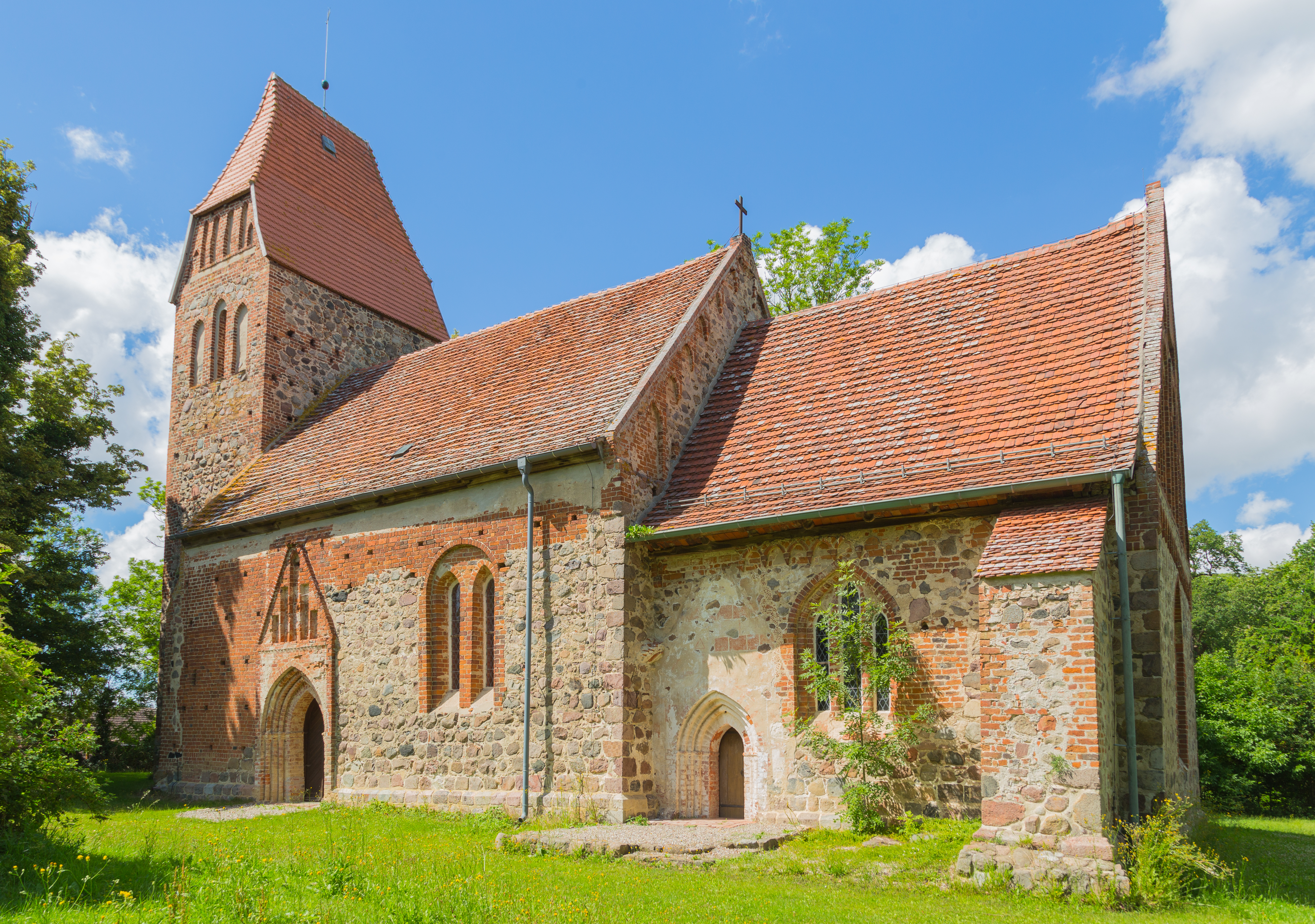
Dorfkirche Bülow

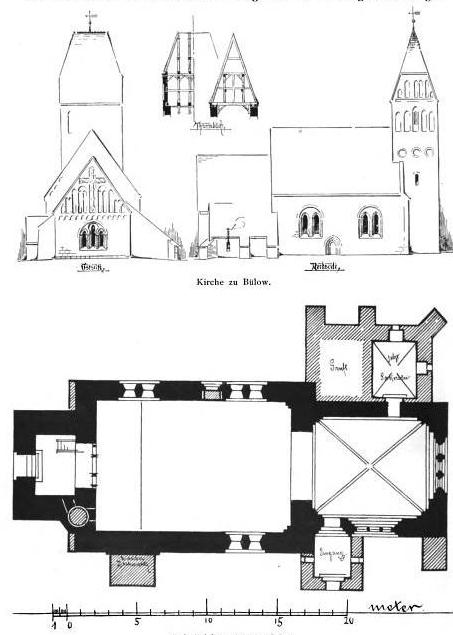
Grund- und Aufriss nach Schlie (1902)

Die Dorfkirche in Bülow, einem Ortsteil von Schorssow im Landkreis Rostock in Mecklenburg-Vorpommern, geht auf das 13. Jahrhundert zurück. Die Kirchengemeinde gehört zur Propstei Rostock im Kirchenkreis Mecklenburg der Evangelisch-Lutherischen Kirche in Norddeutschland (Nordkirche).
Bei der Kirche handelt es sich um einen Feldsteinbau mit eingezogenem quadratischem Chor und einem querrechteckigen Westturm. Giebel und Baudekor sind aus Backstein aufgemauert. Der Chor ist von einem Kreuzrippengewölbe überspannt. Der Turmaufsatz wurde wohl erst im 15. Jahrhundert ergänzt, später folgten noch die Anbauten nördlich des Chors: die Sakristei und die Gruft der Familie von Moltke.
Die Kirche wurde 1894 renoviert. Ebenfalls aus dem 19. Jahrhundert stammen die heute noch vorhandenen historischen Ausstattungsteile wie Kanzel, Patronatsgestühl und Altaraufsatz. 1989 wurde das Dach der Kirche mit Mitteln der EKD und der damaligen Partnergemeinde in Wallerstein neu eingedeckt. 2004 fand mit Unterstützung der Rudolf-August Oetker-Stiftung eine Sanierung des Innenraums statt.
Mangels historischer Gegenstände sind in der Kirche vor allem die Wandgestaltungen von Bedeutung. Die Innenwände sind von mindestens drei Farbschichten bedeckt. An einigen Stellen wurden historische Schichten freigelegt. Über der so genannten Priesterpforte befindet sich ein mit schachbrettartigem Muster verzierter Stein, dessen Bedeutung bislang noch unbekannt ist.
Die Kirche, deren historisches Gestühl noch seiner Renovierung entgegensieht, wird im Sommer u. a. auch als Übungs- und Konzertraum für Jugendmusikgruppen genutzt.
Durch Paul Schmidt wurde 1790 die Orgel (I/10) gebaut, die sein Geselle Johann Schmidt aus Malchin fertigstellte. Die Einweihung fand am 10. Januar 1790 statt. Schon 1884 erfolgte durch den Orgelbauer Carl Börger aus Gehlsdorf ein Umbau, in dem das gesamte Innenleben erneuert wurde.

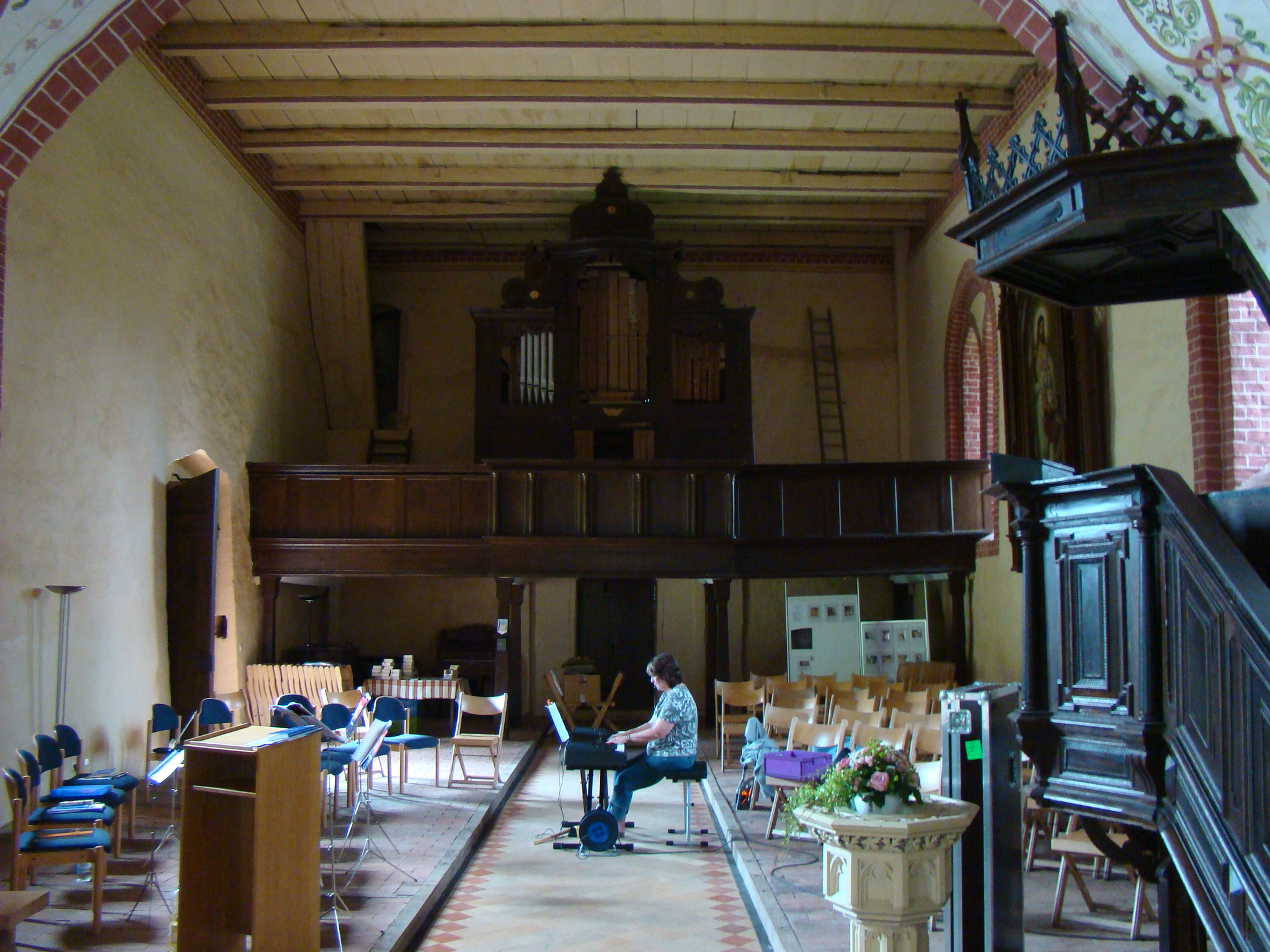
Innenraum
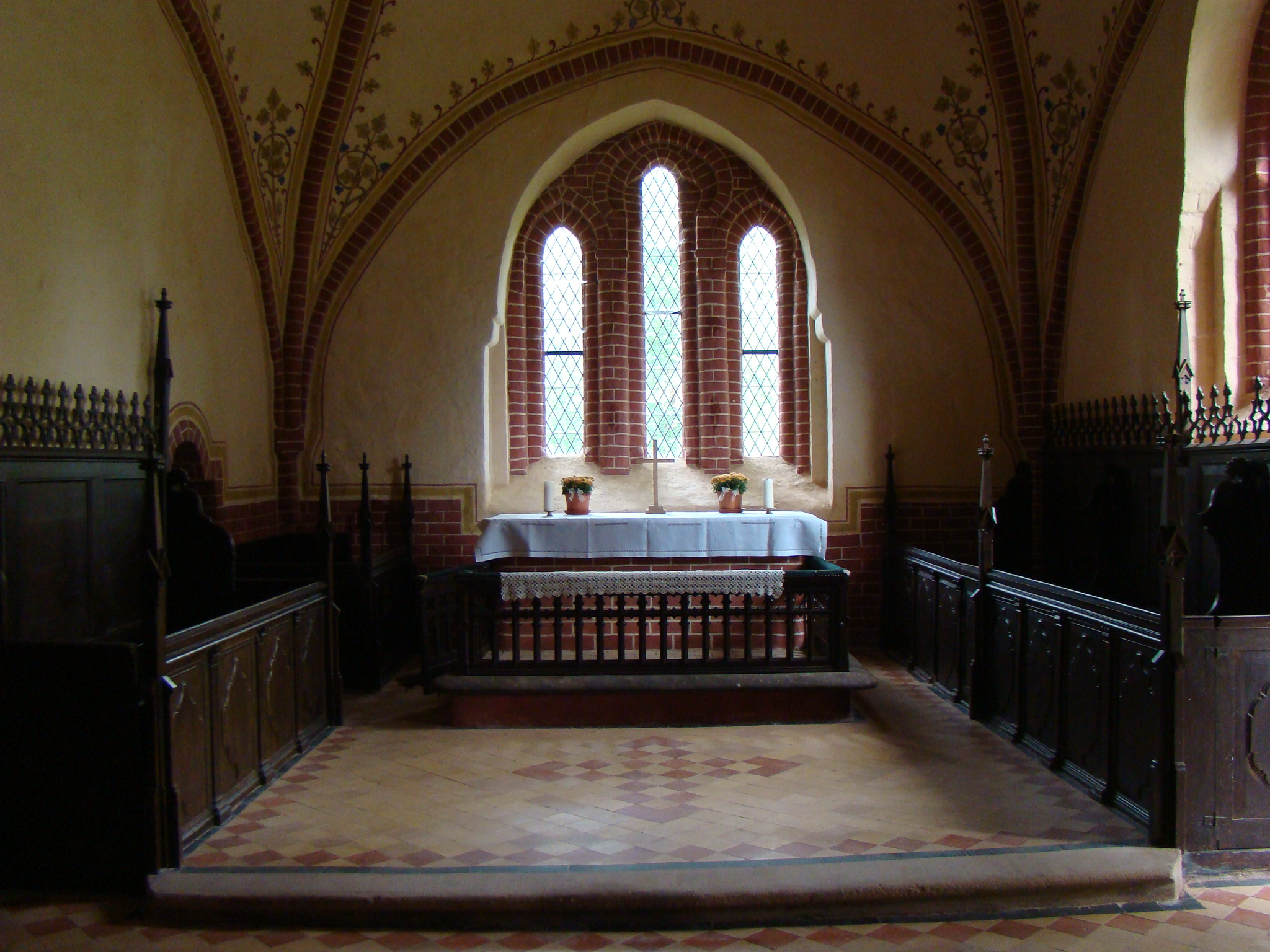
Chor mit Chorgestühl
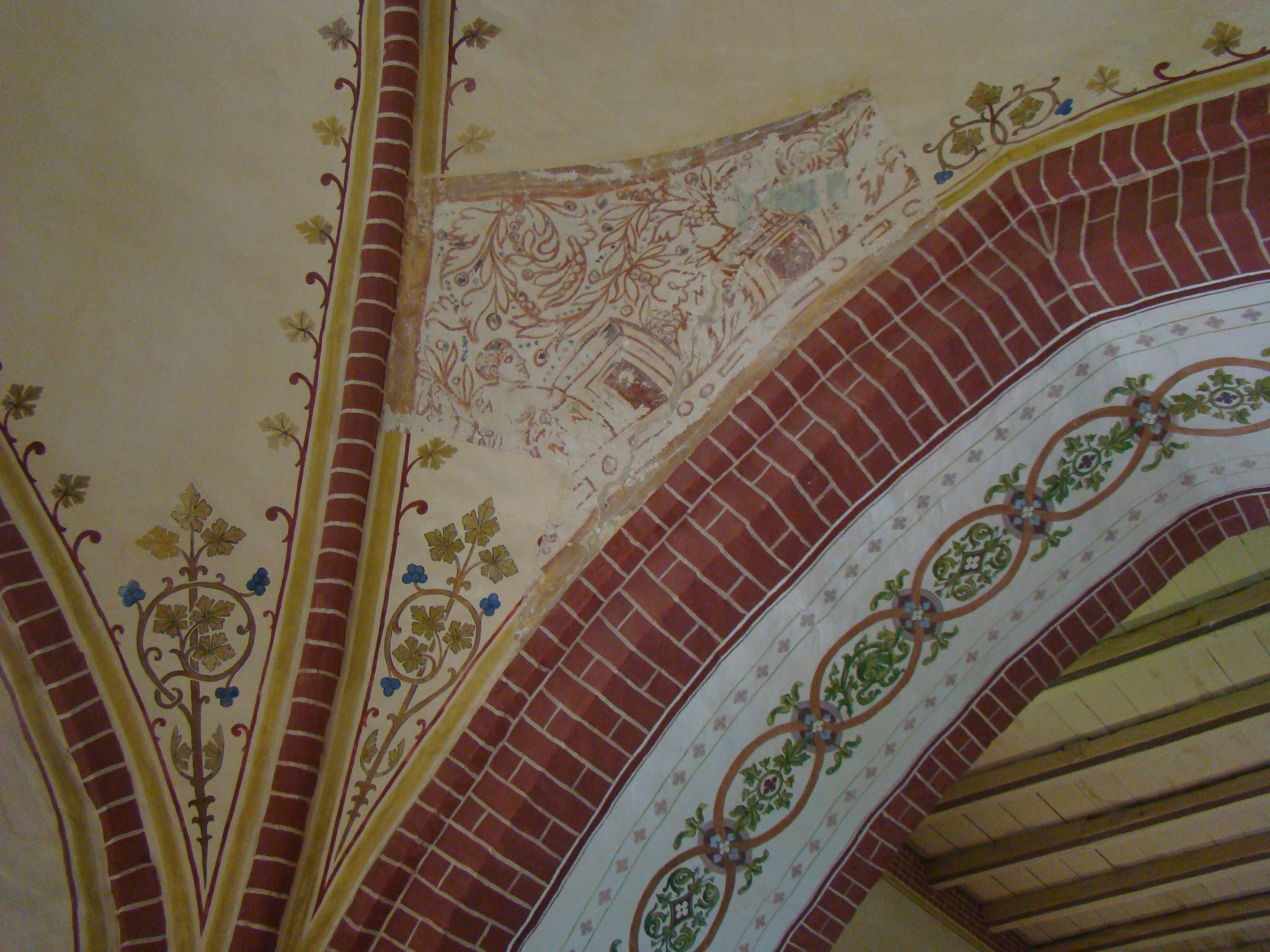
Historische Farbschichten im Deckengewölbe